# ماغي بنديكت
ماغي بنديكت (بالإنجليزية: Maggie Benedict)‏، هي مُمثلة جنوب أفريقية.

## أعمالها

### الأفلام
| السنة | عُنوان الفيلم بالعربية | العُنوان الأصلي للفيلم | الدور                        | ملاحظات |
| ----- | --------------------- | --------------------- | ---------------------------- | ------- |
| 2009  | هجمة على ذارفور       | Attack On Durfur      | حليمة                        |         |
| 2014  |                       | Step To a start up    | "غير معروف"                  |         |
| 2016  | ملكة كاتوي            | Queen Of Katwe        | كاتبة الاتحاد الدولي للشطرنج |         |

### المسلسلات
| السنة       | عُنوان المُسلسل بالعربية | العُنوان الأصلي للمُسلسل             | الدور              | عدد الحلقات | مُلاحظات |
| ----------- | ---------------------- | ---------------------------------- | ------------------ | ----------- | ------- |
| 2006        | نسخة صعبة              | Hard Copy                          | نوكسي              |             |         |
| 2007        |                        | 7de Laan                           | ليبو               |             |         |
| 2009        |                        | The No. 1 Ladies' Detective Agency | فيوليت             |             |         |
| 2010        |                        | Geraamtes in die Kas               | بونغي فان دير ميرف |             |         |
| 2011        |                        | Hartland                           | خوليلي             |             |         |
| 2010-2011   |                        | Binnelanders                       | زوي ماتيسكوا       |             |         |
| 2011–2014   | أجيال                  | Generations                        | أخونا ماميلا ميا   |             |         |
| 2015 – 2016 |                        | Ashes To Ashes                     | فيوليت             |             |         |

## روابط خارجية
ماغي بنديكت على موقع IMDb (الإنجليزية)
- ماغي بنديكت على موقع قاعدة بيانات الفيلم (الإنجليزية)